# Alliance révolutionnaire caraïbe
Pour les articles homonymes, voir ARC.
L’Alliance révolutionnaire caraïbe (ARC) est un groupe armé actif pendant les années 1980, luttant pour l’obtention de l’indépendance de la Guyane, de la Martinique et de la Guadeloupe.

## Histoire
Elle est créée en 1983 par un regroupement d'indépendantistes à Paris pour lutter ensemble contre les intérêts français dans les Caraïbes.
Le 3 mai 1984, l'organisation est dissoute par le conseil des ministres.
En mai et juillet 1984, des négociations sont entreprises avec l'État français par l'intermédiaire de Christian Charrière-Bournazel dans le but d'obtenir un compromis, et des contacts sont pris avec des élus de la gauche guadeloupéenne indépendantiste (le PCG, l'UPLG, FSG). Les négociations avec l'État français seront vraisemblablement interrompues par l'attentat raté du 24 juillet 1984 entrainant la mort de quatre militants de l'UPLG.
En février 1985, Luc Reinette est condamné avec trois autres indépendantistes pour « violence et attentats » au tribunal de Basse-Terre en Guadeloupe. Il écopera d'une peine de 12 ans en premier instance et de 23 ans après avoir fait appel, les autres de 5 et 7 ans. Il s'évadera de la prison de Basse-Terre le matin du dimanche 16 juin 1985 avec Henry Amédien, Humbert Marbœuf et Henri Pératout en menacent deux gardiens avec des manches à balai taillés.
L'été 1987, un communiqué annonçant la création du Conseil national de la résistance guadeloupéenne est envoyé à différents médias. Il se donne pour objectif la création d'un gouvernement provisoire guadeloupéen qui se chargerait de bâtir la République de la Guadeloupe.
Le 21 juillet 1987, Luc Reinette, Henry Bernard, Henri Amédien, Michèle Fabre et Georges Maréchaux (le pilote) sont arrêtés lors de leur escale à Saint-Vincent-et-les-Grenadines après une tentative infructueuse d'établir un gouvernement provisoire guadeloupéen depuis le Guyana et le refus de leur demande d'asile politique au Suriname.
Ils seront amnistiés le 12 juillet 1989. Cela signera la fin des actions de l'ARC.

## Exemples d’attentats
- 28 mai 1983 : le groupe a commencé sa campagne armée entre les 27 et 28 mai 1983, après une série d'attaques à l'explosif de faible intensité sur l'île, notamment contre le Palais de Justice, le parquet de Pointe-à-Pitre, Grande-Terre[8]. Une voiture appartenant à la gendarmerie d'Anse-Bertrand a été attaquée[8], ainsi que les locaux du commissariat de Petit-Bourg[9], nouvelle attaque contre Capesterre-Belle-Eau[8] dans un local de police. Les attaques se poursuivent, où un commissaire de police est également victime d'une attaque à l'explosif, finissant à la mairie de Bouillante[8]. Les attaques ont également été enregistrées à Saint-Laurent-du-Maroni et à Cayenne, ce dernier laissant un attaquant mort[10],[11].
- 31 mai 1983 : attentat contre la mairie du 20e arrondissement  et celle du 10e arrondissement de Paris.
- 22 juin 1983 : quatre attentats à Paris contre Air France et le monument à la mission Marchand[12]
- 30 août 1983 : deux attentats à Paris[13].
- 14 novembre 1983 : six attentats en Guadeloupe. Vingt-trois personnes sont blessées.
- 24 décembre 1983 : attentat en Martinique.
- 4 février 1984 : L'ARC a assumé la responsabilité d'un attentat à l'explosif contre l'hôtel Méridien qui a fait cinq blessés parmi les touristes et d'importants dégâts matériels aux bâtiments, des citoyens américains, canadiens et français ayant été retrouvés dans l'hôtel touché. L'attaque s'est produite dans la commune de Saint-François, située dans la commune du même nom[14],[15]. D'autres bombes ont été découvertes dans un supermarché, ainsi que trois autres explosifs abandonnés dans l'hôtel Arawak et un journal à Pointe-à-Pitre. Les attentats à la bombe ont eu lieu à l'occasion du 190e anniversaire de la première abolition de l'esclavage sur l'île, a indiqué la police[15],[16],[17],[18].
- 26 février 1984 : attentat contre un local de la ligue des producteurs de Guadeloupe (exportateurs de bananes).
- 26 avril 1984 : quinze attentats en Guadeloupe.
- 13 mars 1985 : attentat (non revendiqué) contre le restaurant L’Escale à Pointe-à-Pitre. 3 morts, 10 autres grièvement blessées.
- 25-30 novembre 1987 : vingt et un attentats à la Guadeloupe.
- 25-30 novembre 1988 : 21 attentats à la bombe.
- 25 janvier 1989 : Nuit bleue à Pointe-à-Pitre.

## Médiagraphie
- « Guadeloupe :  interviews de différents protagonistes issus de la société guadeloupéenne dont des militants de l'ARC » [vidéo], sur ina.fr, Antenne 2 (émission Résistances), 17 octobre 1985
- "Les indépendantismes Épisode 2 : Luc Reinette, itinéraire d’un indépendantiste guadeloupéen", sur franceculture.fr (émission Les indépendantismes), 09 février 2016